# Sopwith B.1
Sopwith B.1 là một loại máy bay ném bom thử nghiệm của Anh trong Chiến tranh thế giới I.

## Quốc gia sử dụng
Anh Quốc
- Cục Không quân Hải quân Hoàng gia

## Tính năng kỹ chiến thuật (B.1)
Dữ liệu lấy từ The British Bomber since 1914 
Đặc điểm tổng quát
- Kíp lái: 1
- Chiều dài: 27 ft 0 in (8,23 m)
- Sải cánh: 38 ft 6 in (11,73 m)
- Chiều cao: 9 ft 6 in (2,89 m)
- Diện tích cánh: 460 ft² (42,7 m²)
- Trọng lượng rỗng: 1.700 lb (771 kg)
- Trọng lượng cất cánh tối đa: 3.055 lb (1.386 kg)
- Động cơ: 1 × Hispano-Suiza 8 kiểu động cơ V-8, làm mát bằng nước, 200 hp (149 kW)

 Hiệu suất bay 
- Vận tốc cực đại: 103 knot (118,5 mph, 191 km/h)
- Trần bay: 19.000 ft (5.791 m)
- Tải trên cánh: 6,64 lb/ft² (32,5 kg/m²)
- Công suất/trọng lượng: 0,065 hp/lb (0,11 kW/kg)
- Thời gian bay: 3¾ h
- Lên độ cao 10.000 ft (3.050 m): 15 phút 30 giây

Trang bị vũ khí

- Súng: 1x súng máy Lewis .303 in
- Bom: 560 lb (255 kg) bom